# ميكي سليم (مشروب كحولي)

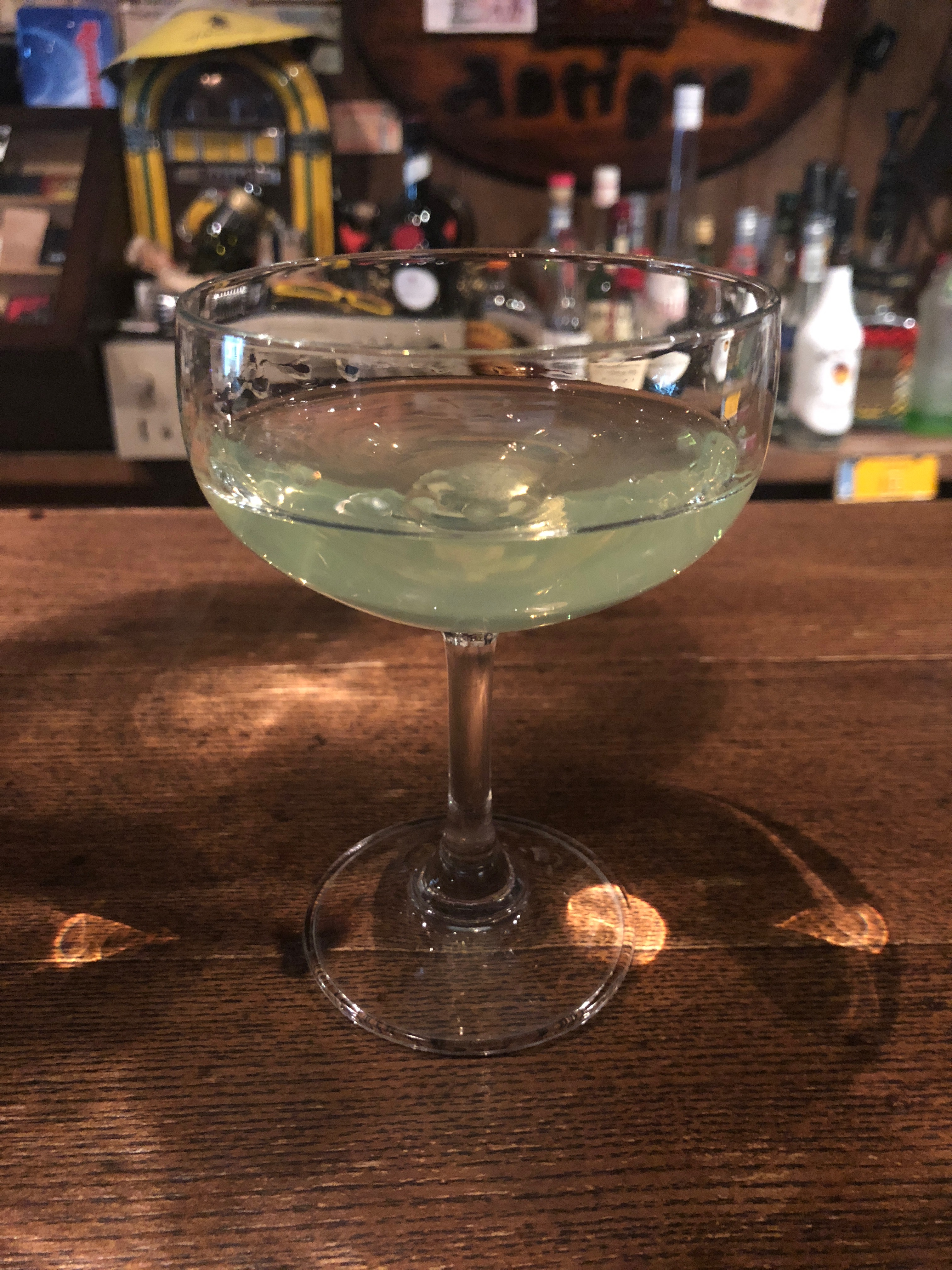
مشروب كحوليّ

ميكي سليم هو مشروب كحولي عرف في الولايات المتحدة في فترة الأربعينيات والخمسينيات من القرن الماضي، إلا أن شعبيته لم تدم طويلًا. ووفقًا لكتابThe Dedalus Book of Absinthe من تأليف فيل بيكر،  فقد جرى تحضيره عن طريق الجمع بين المشروب المعروف بالجنّ مع رشة من مادة DDT (ثنائي كلورو ثنائي الفينيل ثلاثي كلورو الإيثان)، وهو مبيد حشري حُظر لاحقًا في معظم البلدان. وقد ادعى مستهلكو هذا الخليط أن آثاره كانت مشابهة لمشروب أفسنتين.
بسبب نقص الأدلة والوثائق، فقد أثير التساؤل عما إذا كان هذا الشراب أسطورة معاصرة.
ذكرت مجلة التايم، في عددها الصادر بتاريخ 1 أغسطس 1971م، أن مدير مكافحة الأوبئة روبرت لوبل وزوجته لويز تناولا كبسولة 10 ملغ من مادة DDT قبل كل وجبة إفطار أمام الشهود لإثبات سلامته، وذلك لمدة ثلاثة أشهر. كما قام عالم الحشرات البريطاني الشهير كينيث ميلانبي بتناول كميات صغيرة من هذه المادة بشكل متكرر خلال 40 عامًا أثناء المحاضرات. أكد البروفيسور جوردون إدواردز أيضًا هذا الأمر بشكل متكرر، حيث ظهر في طبعة سبتمبر 1971م من مجلة إسكواير وهو يفعل ذلك. لم يبلغ أي منهم عن أي آثار نفسية لاستهلاكهم لمادة DDT.
لم ترد أي تقارير عن وجود أي تأثيرات نفسية لهذه المادة الكيميائية التي لا طعم لها، وبالتالي فمن غير المرجح أن يكون لها تأثير "مشابه للأفسنتين"، خاصة وأن التأثير المخدر المفترض للأفسنتين الناتج عن مادة الثوجون Thujone الكيميائية اكتشف في الآونة الأخيرة أنه تقريباً غير موجود.
لا ينبغي الخلط بين هذا المشروب ومشروب The Knockout المعروف باسم ميكي فين Mickey Finn.